# Дар (фильм, 2000)
«Дар» (англ. The Gift) — мистический триллер, поставленный Сэмом Рейми.

## Сюжет
Действие фильма происходит в провинциальном городке американского юга. Вдова Аннабель Уилсон (Кейт Бланшетт) растит в одиночку троих сыновей, видит призраков и зарабатывает на жизнь, предсказывая будущее по картам Зенера. Благодаря своему дару она помогает полиции расследовать дело об убийстве молодой женщины, и, сама того не ожидая, определяет место за решёткой для Донни Барксдейла (Киану Ривз), терроризировавшего семью Аннабель из-за вмешательств в семейные ссоры Барксдейлов.
Мистический дар провидения гадалки Аннабель не дает покоя, рисуя леденящие кровь сюжеты с ужасными образами, давая понять, что Донни Барксдейл невиновен. Личное расследование приводит Аннабель на место преступления, но оказавшийся рядом человек — настоящий убийца. От смерти Аннабель спасает бывший клиент Бадди Коул (Джованни Рибизи), некогда пользовавшийся услугами гадалки, сбежавший из психиатрической лечебницы только затем, чтобы спасти своего друга — Аннабель. Чуть позже становится ясно, что Бадди покончил с собой в психиатрической лечебнице за несколько часов до спасения Аннабель.
Единственное, что для Аннабель непонятно, — как умерший Бадди Коул спасает её от смерти, оставляя в свидетельство об этом след в виде носового платка, отданного Аннабель Бадди. А для полиции все предельно ясно — убийца, в поимке которого помогла Аннабель Уилсон, должен быть наказан.

## В ролях
| Актёр            | Роль               |
| ---------------- | ------------------ |
| Кейт Бланшетт    | Аннабель Уилсон    |
| Джованни Рибизи  | Бадди Коул         |
| Киану Ривз       | Донни Барксдейл    |
| Кэти Холмс       | Джессика Кинг      |
| Хилари Суонк     | Валери Барксдейл   |
| Грег Киннир      | Уэйн Коллинс       |
| Гэри Коул        | Дэвид Дункан       |
| Челси Росс       | Кеннет Кинг        |
| Джей Кей Симмонс | шериф Пёрл Джонсон |
| Розмари Харрис   | бабушка Энни       |
| Майкл Джетер     | Джеральд Вимс      |
| Ким Диккенс      | Линда              |

## Критика
На агрегаторе рецензий Rotten Tomatoes рейтинг одобрения составляет 57 % на основе 122 отзывов со средней оценкой 5,9 из 10. Консенсус сайта гласит: «актерский состав не может помешать фильму превратиться в массовый детектив с почти неудовлетворительным финалом». На Metacritic рейтинг составляет 62 % на основе отзывов 29 критиков, что указывает на «в целом положительные отзывы».
Роджер Эберт поставил фильму 3 балла из 4 и назвал его «гениальным по сюжету, ярким по своим персонажам, напряженным по своей направленности и удачным благодаря Кейт Бланшетт». Тодд Маккарти из Variety писал: «Рэйми избегает модных, чрезмерно выразительных эффектов в пользу прямого подхода, который позволяет хорошо рассказать солидную историю».
Кеннет Туран из Los Angeles Times дал неоднозначную оценку и критически отозвался о том, что «персонажи слишком сильно склоняются к южному гротеску, а направление, в котором движется сюжет, более предсказуемо, чем должно быть». Несмотря на похвалу актерского состава, Туран написал: «Слишком знакомый материал, даже хорошо сделанный, нельзя сделать более интересным по своей сути, чем он есть. Даже Кейт Бланшетт и Киану Ривз не помогут».

## Номинации
- 2001 Премия «Независимый дух»
  - Лучшая мужская роль второго плана — Джованни Рибизи
- 2001 Премия Общества кинокритиков Феникса
  - Лучшая актриса — Кейт Бланшетт
- 2001 Премия Академии научной фантастики, мистики и фильмов ужасов
  - Лучший фильм ужасов
  - Лучшая актриса — Кейт Бланшетт
  - Лучший актёр второго плана — Джованни Рибизи
  - Лучшая актриса второго плана — Хилари Суонк
  - Лучший сценарий — Билли Боб Торнтон и Том Эпперсон